# Molophilus gingera
Molophilus gingera là một loài ruồi trong họ Limoniidae. Chúng phân bố ở miền Australasia.